# مامورو كورويوا
مامورو كورويوا (مواليد 16 ديسمبر 1962) هو ملاكم ياباني، مثّل بلاده في الألعاب الأولمبية الصيفية في دورتي 1984 و1988.

## روابط خارجية
مامورو كورويوا على موقع أوليمبيديا (الإنجليزية)